# Nachtradio
Nachtradio is een voormalig radioprogramma op televisie en kwam vanaf middernacht op de Vlaamse zender TV1 in beeld, na de herhaling van Het Journaal. Dit vond plaats tot in de jaren 80. Nachtradio was een radiogroep onder leiding van BRT, tegenwoordig VRT.
De eveneens nachtelijke radioprogramma's Van 2 tot 2 op Radio 2 en Nachtradio op Radio Donna waren dezelfde uitzendingen.
De begintune van dit programma was Close Cover van Wim Mertens.